# Близкие контакты третьей степени (саундтрек)
Близкие контакты третьей степени (саундтрек) (англ. Close Encounters of the Third Kind (Original Motion Picture Soundtrack)) — саундтрек к одноимённому фильму 1977 года, написанный Джоном Уильямсом. Альбом был выпущен в форматах виниловой грампластинки (с разворотным конвертом), 8-дорожечной ленте и аудиокассете компанией Arista Records в 1977 году общей продолжительностью 41 минута (позже он был выпущен на компакт-диске в 1990 году). Саундтрек имел коммерческий успех, заняв 17-е место в хит-параде альбомов Billboard в феврале 1978 года и получил золотой сертификат Американской ассоциации звукозаписывающих компаний за 500 000 отгруженных копий. Он также занял 40-е место в британском национальном рейтинге.
В комплект поставки виниловой пластинки в качестве бесплатного бонуса включался 7-дюймовый сингл с диско-обработкой мотива из пяти нот под названием «Theme from «Close Encounters of the Third Kind». Данный ремикс не был включён в треклист оригинального издания саундтрека. Несмотря на то, что это была бесплатная раздача, правила Billboard-чартов в то время позволяли самому синглу попасть в чарты, и в марте 1978 года он достиг 13-го места в Billboard Hot 100 США. Позже сингл был добавлен в треклист в качестве бонус-трека на кассету и последующие варианты издания.
После переиздания фильма к 20-летнему юбилею в 1998 году компания Arista выпустила на компакт-диске расширенный саундтрек. Саундтрек коллекционного издания был сделан с использованием 20-битного цифрового ремастеринга из оригинальных лент и содержал 26 треков общей продолжительностью 77 минут музыки. Буклет компакт-диска также сопровождался подробными аннотациями, включая интервью с Уильямсом. Композиции получили новые названия, альбом также содержал ранее не издававшийся материал, в том числе такой, который был изначально записан и предназначен, но не использовался в фильме. La-La Land Records переиздала саундтрек 28 ноября 2017 года в честь сорокалетия фильма.
В партитуре представлены одни из самых сложных и модернистских работ Уильямса, в которых используются расширенные оркестровые приёмы и атональность.

## Список композиций
Оригинальный альбом 1977 года
| №  | Название                          | Длительность |
| -- | --------------------------------- | ------------ |
| 1. | «Main Title and Mountain Visions» | 3:22         |
| 2. | «Nocturnal Pursuit»               | 2:34         |
| 3. | «The Abduction of Barry»          | 4:32         |
| 4. | «I Can’t Believe It’s Real»       | 3:15         |
| 5. | «Climbing Devil’s Tower»          | 2:10         |
| 6. | «The Arrival of Sky Harbor»       | 4:31         |

| №  | Название                                           | Длительность |
| -- | -------------------------------------------------- | ------------ |
| 1. | «Night Siege»                                      | 6:22         |
| 2. | «The Conversation»                                 | 2:21         |
| 3. | «The Appearance of the Visitors»                   | 4:49         |
| 4. | «Resolution and End Titles»                        | 6:50         |
| 5. | «Theme from «Close Encounters of the Third Kind»†» | 3:13         |

† Переиздание 1978 года — бонус-трек (кассета), бесплатный бонусный 7-дюймовый сингл (виниловый альбом).
Коллекционное издание 1998 года
| №   | Название | Длительность |
| --- | --- | ------------ |
| 1.  | «Opening: Let There Be Light»                                                                                      | 0:49         |
| 2.  | «Navy Planes» | 2:06         |
| 3.  | «Lost Squadron» | 2:23         |
| 4.  | «Roy’s First Encounter»                                                                                            | 2:41         |
| 5.  | «Encounter at Crescendo Summit»                                                                                    | 1:21         |
| 6.  | «Chasing UFOs» | 1:18         |
| 7.  | «False Alarm» | 1:42         |
| 8.  | «Barry’s Kidnapping»                                                                                               | 6:19         |
| 9.  | «The Cover-Up» | 2:25         |
| 10. | «Stars and Trucks»                                                                                                 | 0:44         |
| 11. | «Forming the Mountain»                                                                                             | 1:49         |
| 12. | «TV Reveals» | 1:49         |
| 13. | «Roy and Gillian on the Road»                                                                                      | 1:10         |
| 14. | «The Mountain» | 3:31         |
| 15. | «Who Are You People?»                                                                                              | 1:35         |
| 16. | «The Escape» | 2:18         |
| 17. | «The Escape (Alternate Cue)»                                                                                       | 2:40         |
| 18. | «Trucking» | 2:01         |
| 19. | «Climbing the Mountain»                                                                                            | 2:32         |
| 20. | «Outstretch Hands»                                                                                                 | 2:47         |
| 21. | «Lightshow» | 3:43         |
| 22. | «Barnstorming» | 4:25         |
| 23. | «The Mothership»                                                                                                   | 4:33         |
| 24. | «Wild Signals» | 4:12         |
| 25. | «The Returnees» | 3:45         |
| 26. | «The Visitors» / «Bye» / «End Titles: The Special Edition (содержит отрывок из песни «When You Wish Upon a Star»)» | 12:32        |

Издание к 40-летнему юбилею на La-La Land Records, 2017 год
Слова и музыка всех песен — Джона Уильямса.
| №                   | Название                           | Длительность |
| ------------------- | ---------------------------------- | ------------ |
| 1.                  | «Main Title and The Vision ‡»      | 1:29         |
| 2.                  | «Navy Planes»                      | 2:15         |
| 3.                  | «Lost Squadron»                    | 2:34         |
| 4.                  | «Trucking»                         | 2:09         |
| 5.                  | «Into the Tunnel and Chasing UFOs» | 3:56         |
| 6.                  | «Crescendo Summit»                 | 1:25         |
| 7.                  | «False Alarm and The Helicopter»   | 4:20         |
| 8.                  | «Barry’s Kidnapping»               | 6:22         |
| 9.                  | «Forming the Mountain»             | 1:58         |
| 10.                 | «TV Reveals / Across Country»      | 2:53         |
| 11.                 | «The Mountain»                     | 3:36         |
| 12.                 | «The Cover-up and Base Camp»       | 3:56         |
| 13.                 | «The Escape»                       | 2:20         |
| 14.                 | «Climbing the Mountain»            | 2:36         |
| 15.                 | «Outstretched Hands»               | 2:50         |
| 16.                 | «The Light Show»                   | 3:47         |
| 17.                 | «Barnstorming»                     | 4:31         |
| 18.                 | «The Mothership»                   | 4:35         |
| 19.                 | «The Dialogue»                     | 4:28         |
| 20.                 | «The Returnees»                    | 3:58         |
| 21.                 | «The Appearance of the Visitors +» | 4:56         |
| 22.                 | «Contact»                          | 3:22         |
| 23.                 | «End Titles +»                     | 4:27         |
| Общая длительность: | Общая длительность:                | 78:43        |

+ Содержит песню «When You Wish Upon a Star» (с интерполяцией), написанную Недом Вашингтоном и Ли Харлайном.
Слова и музыка всех песен — Джона Уильямса.
| №                   | Название                         | Длительность |
| ------------------- | -------------------------------- | ------------ |
| 1.                  | «Main Title ‡»                   | 1:18         |
| 2.                  | «Roy’s First Encounter»          | 2:44         |
| 3.                  | «Encounter at Crescendo Summit»  | 1:25         |
| 4.                  | «Chasing UFOs»                   | 1:22         |
| 5.                  | «Watching the Skies †»           | 1:20         |
| 6.                  | «Vision Takes Shape †»           | 0:42         |
| 7.                  | «Another Vision †»               | 0:42         |
| 8.                  | «False Alarm»                    | 1:45         |
| 9.                  | «The Abduction of Barry»         | 4:36         |
| 10.                 | «The Cover-up»                   | 2:31         |
| 11.                 | «TV Reveals»                     | 1:52         |
| 12.                 | «Roy and Jillian on the Road»    | 1:20         |
| 13.                 | «I Can’t Believe It’s Real»      | 3:25         |
| 14.                 | «Across the Fields»              | 1:20         |
| 15.                 | «Stars and Trucks»               | 0:49         |
| 16.                 | «Who Are You People?»            | 1:38         |
| 17.                 | «The Escape» (Alternate)         | 2:41         |
| 18.                 | «Climbing Devils Tower»          | 2:11         |
| 19.                 | «Dark Side of the Moon †»        | 1:34         |
| 20.                 | «The Approach †»                 | 4:32         |
| 21.                 | «Night Siege»                    | 6:27         |
| 22.                 | «The Conversation»               | 2:23         |
| 23.                 | «Inside +†»                      | 2:34         |
| 24.                 | «Contact †» (Alternate)          | 2:51         |
| 25.                 | «Eleventh Commandment †»         | 2:00         |
| 26.                 | «TV Western †»                   | 1:06         |
| 27.                 | «Lava Flow †»                    | 1:47         |
| 28.                 | «The Five Tones †»               | 2:25         |
| 29.                 | «Advance Scout Greeting †»       | 2:58         |
| 30.                 | «The Dialogue †» (Early Version) | 3:12         |
| 31.                 | «Resolution and End Title»       | 6:55         |
| Общая длительность: | Общая длительность:              | 74:25        |

+ Содержит песню «When You Wish Upon a Star» (с интерполяцией), написанную Недом Вашингтоном и Ли Харлайном.

† Ранее не выпущенный трек.

‡ Содержит ранее не выпущенный материал.

## Награды и номинации
- Премия «Оскар» за лучшую музыку к фильму (1978) (номинация)
- Премия «Золотой глобус» за лучшую музыку к фильму (1978) (номинация)
- Премия BAFTA за лучшую музыку к фильму (1979) (номинация)
- Премия «Грэмми» за лучший саундтрек для визуальных медиа (1979) (победа)
- Премия «Грэмми» за лучшее инструментальное исполнение (1979) — за Theme from Close Encounters of the Third Kind (победа)
- Премия «Грэмми» за лучшее инструментальное поп-исполнение (1979) (номинация)
- Премия «Сатурн» за лучшую музыку (1978) — совместно с Звёздными войнами (победа)

## Чарты
| Чарт (1978)                              | Позиция |
| ---------------------------------------- | ------- |
| Australia (Kent Music Report)            | 37      |
| United Kingdom (Official Charts Company) | 40      |
| United States (Billboard 200)            | 17      |